# Grand pèlerinage allemand de 1064-1065
Le Grand pèlerinage allemand est le pèlerinage vers Jérusalem de 1064-1065 qui a été organisé par quelques évêques allemands quelque vingt-cinq ans avant la Première Croisade. 

## Origine
C'est l'archevêque de Mayence, Sigefroi Ier, qui en prend l'initiative, accompagné de Guillaume (de), évêque d'Utrecht, Otto de Ridenberg, évêque de Ratisbonne, et Gunther, évêque de Bamberg. 
Il y eut entre 7 000 et 12 000 pèlerins participants à cette démarche.

## Péripéties
Les pèlerins traversent la Hongrie, la Bulgarie, les territoires des Petchénègues, et rejoignent enfin Constantinople, dans des conditions qui laissent présager celles de la Première Croisade un quart de siècle plus tard : les pèlerins étaient regardés avec méfiance, et on les poussait à avancer au plus vite vers l’Anatolie.
Ils passèrent en Anatolie, pas encore conquise par les turcs seldjoukides, ce qui serait le cas quelque dix ans plus tard. Leurs difficultés majeures commencèrent à Laodicée (actuellement Lattaquié), où ils croisèrent les pèlerins rescapés d'expéditions précédentes, qui leur annoncèrent les dangers qui les attendaient au sud. De fait quand ils arrivent à Tripoli, l'émir de la ville veut les massacrer, mais les Annales rapportent qu'une tempête miraculeuse l'en empêcha. 
Le jeudi-saint, 24 mars 1065, ils parviennent à Césarée; Le vendredi-saint, ils sont attaqués par des bédouins. Selon les Annales Altahenses Maiores Guillaume d'Utrecht est alors blessé à mort (en fait il survit jusqu'en 1076):
« Ibi ergo episcopus Traiectensis Wilelmus graviter vulneratur, et vestibus cunctis exutus cum multis aliis, miserabili modo caesis, in terra iacens dimittitur (traduction : Là, Guillaume, évêque d'Utrecht, est gravement blessé et, dépouillé de tous ses vêtements comme beaucoup d'autres, misérablement blessés, il est abandonné gisant au sol ».
Les pèlerins se réfugient alors dans un fort voisin. Le jour de Pâques, le chef des bédouins s'entretient avec Gunther de Bamberg, et une trêve semble obtenue, mais cela n'empêche pas les bédouins de continuer de rançonner les pèlerins; c'est seulement sur l'intervention du gouverneur fatimide de Ramla que les bédouins disparaissent et laissent les pèlerins après un temps de repos dans Ramla, parvenir à Jérusalem le 12 avril 1065.
Après treize jours sur place, ils retournent à Ramla, puis prennent la mer à Lattaquié pour retourner en Allemagne, en passant par la Hongrie. Toujours d'après les Annales, c'est alors qu'ils parviennent sur les rives du Danube, au mois de juillet, que meurt Gunther de Bamberg dont le corps est porté avec respect jusqu'en sa cathédrale, dans la crypte de laquelle il sera inhumé.
D'après le chroniqueur irlandais Marianus Scotus, les rescapés de ce pèlerinage furent à peine au nombre de 2 000.

## Sources
- (en) Cet article est partiellement ou en totalité issu de l’article de Wikipédia en anglais intitulé « Great German Pilgrimage of 1064–1065 » (voir la liste des auteurs).

### Textes anciens
- (la) « Lecture en ligne des Annales Altahenses Maiores, pages 67-71 » (consulté le 5 mars 2013). Édition de Wilhelm von Giesebrecht & Edmund Freiherr von Oefele (1843-1902) (de), publiées par Impensis bibliopolii Hahniani à Hanovre en 1891, conservé et numérisé par l’Université du Michigan.
- (en) « Annalist of Nieder-Altaich, "The Great German Pilgrimage of 1064-65," trans. James Brundage, Internet Medieval Sourcebook » (consulté le 5 mars 2013)
- (la) « Lecture en ligne des Chronica § 1086-1087 » (consulté le 5 mars 2013) de Marianus Scotus, page 558-559 de l'édition Mariani Scotti chronicon a. 1–1082 dans Georg Heinrich Pertz et autres (éditeurs), Scriptores (in Folio) 5: Annales et chronica aevi Salici, Hanovre 1844, pages 481–568.